# Labský důl

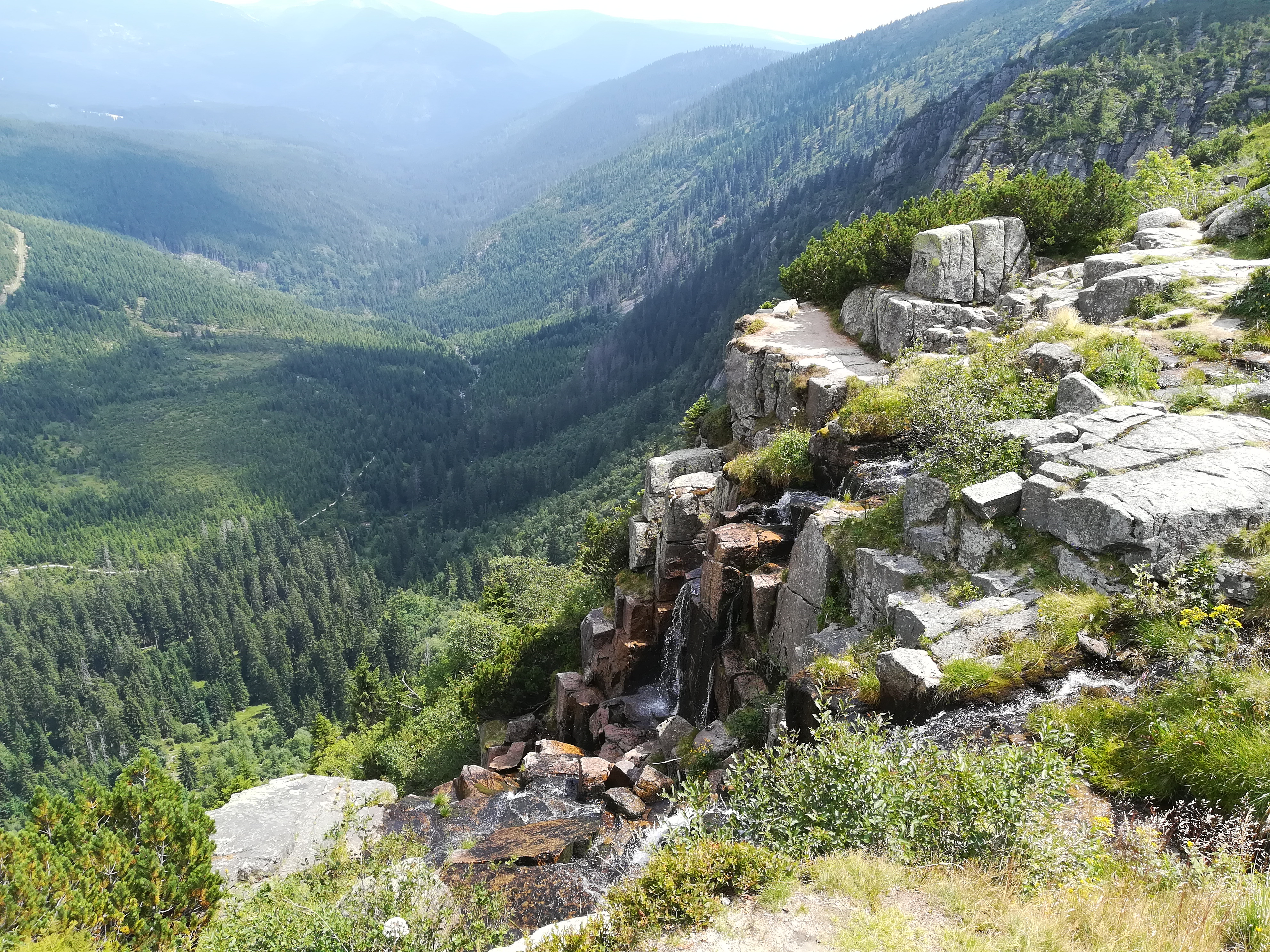
Pančavský vodopád s Labským dolem

Labský důl (německy Elbgrund) je ledovcové údolí na horním toku řeky Labe u jejího pramene v Krkonoších.
Území Labského dolu se nachází v národním parku Krkonoše a vede od Labské boudy do Špindlerova Mlýna. První cestu Labským dolem vybudoval hrabě Harrach koncem 19. století. Délka dolu je přibližně 8 kilometrů a vede jím modrá turistická značka.

## Přírodní podmínky
Do Labského dolu padá kaskádovitý Pančavský a Labský vodopád, který se nachází v těsné blízkosti Labské boudy. V blízkosti dolu se nachází suťová jeskyně Krakonošova klenotnice.